# Getto w Otwocku

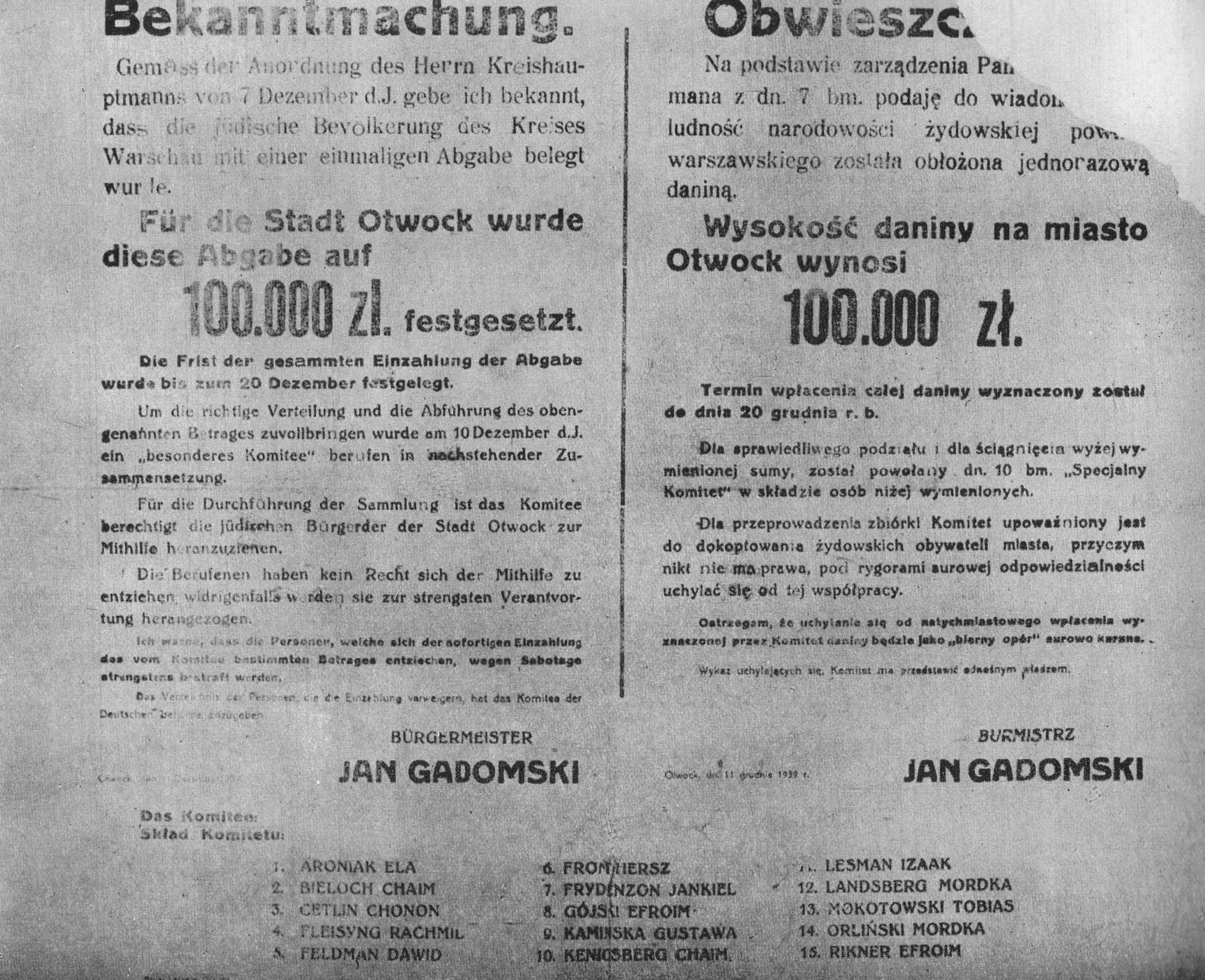
Obwieszczenie burmistrza Otwocka Jana Gadomskiego o nałożeniu przez niemieckie władze okupacyjne kontrybucji na żydowskich mieszkańców miasta w wysokości 100 tys. zł, 11 grudnia 1939

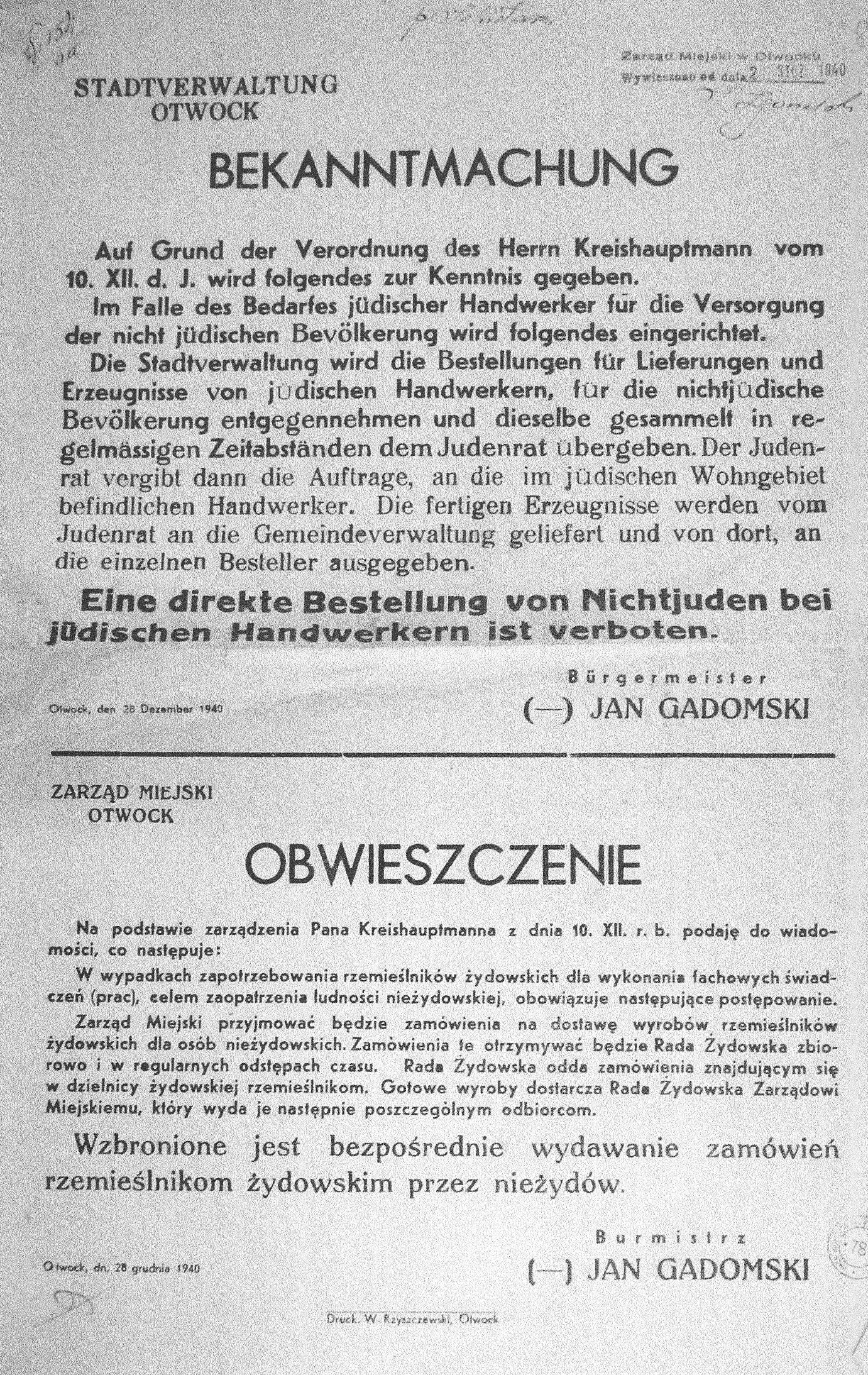
Obwieszczenie burmistrza Jana Gadomskiego o zapotrzebowaniu na rzemieślników żydowskich, 28 grudnia 1940

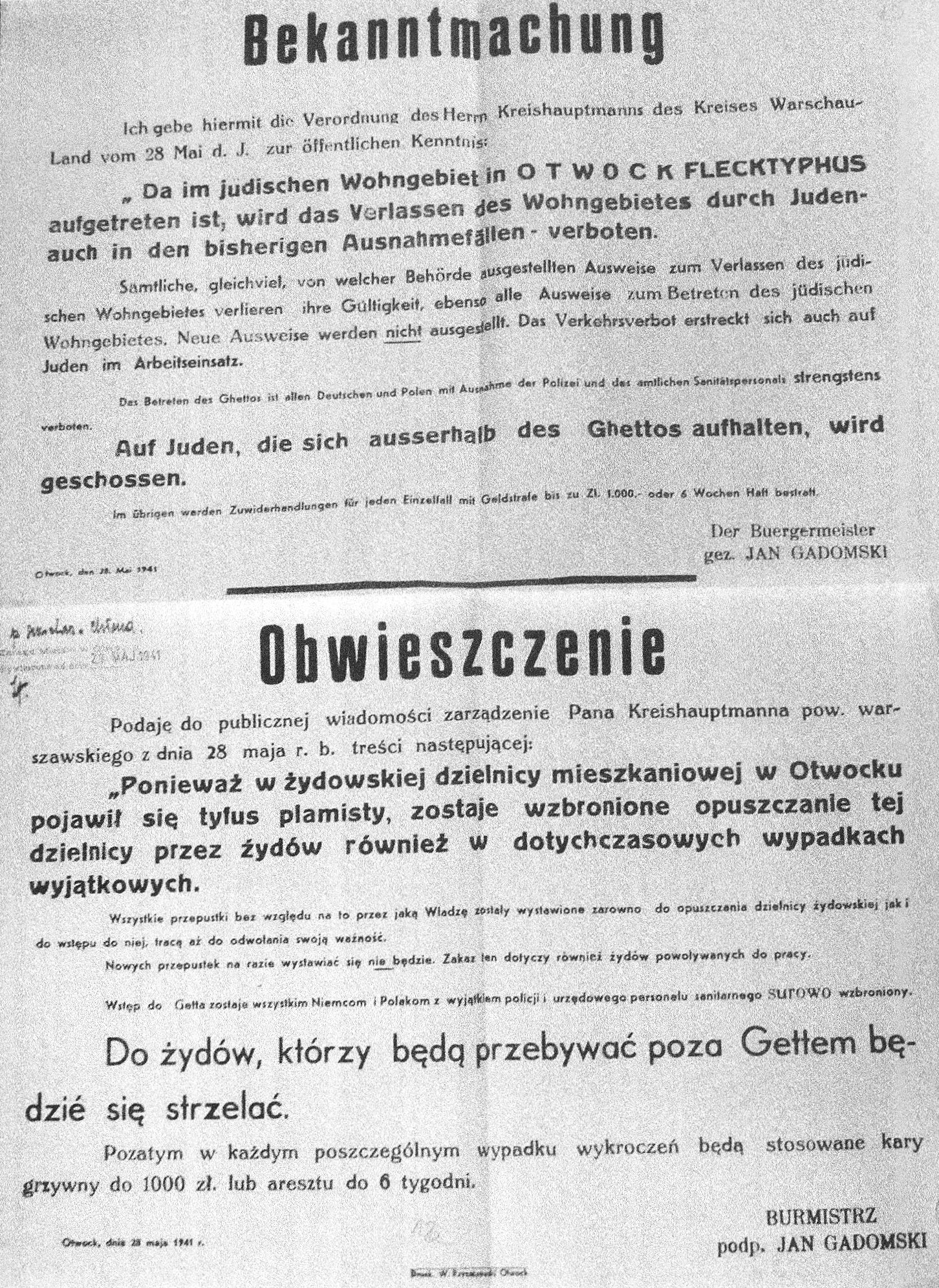
Obwieszczenie burmistrza Jana Gadomskiego o zakazie opuszczania przez Żydów dzielnicy żydowskiej, 28 maja 1941

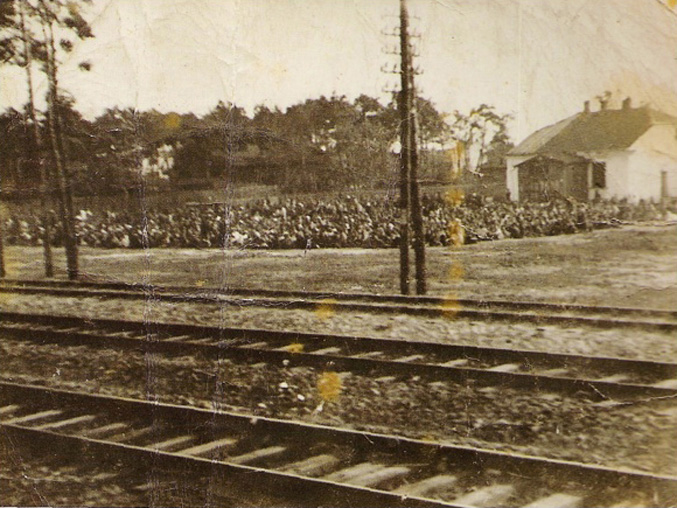
Żydzi otwoccy oczekujący na transport do obozu zagłady w Treblince 19 sierpnia 1942; zdjęcie wykonano z przejeżdżającego pociągu

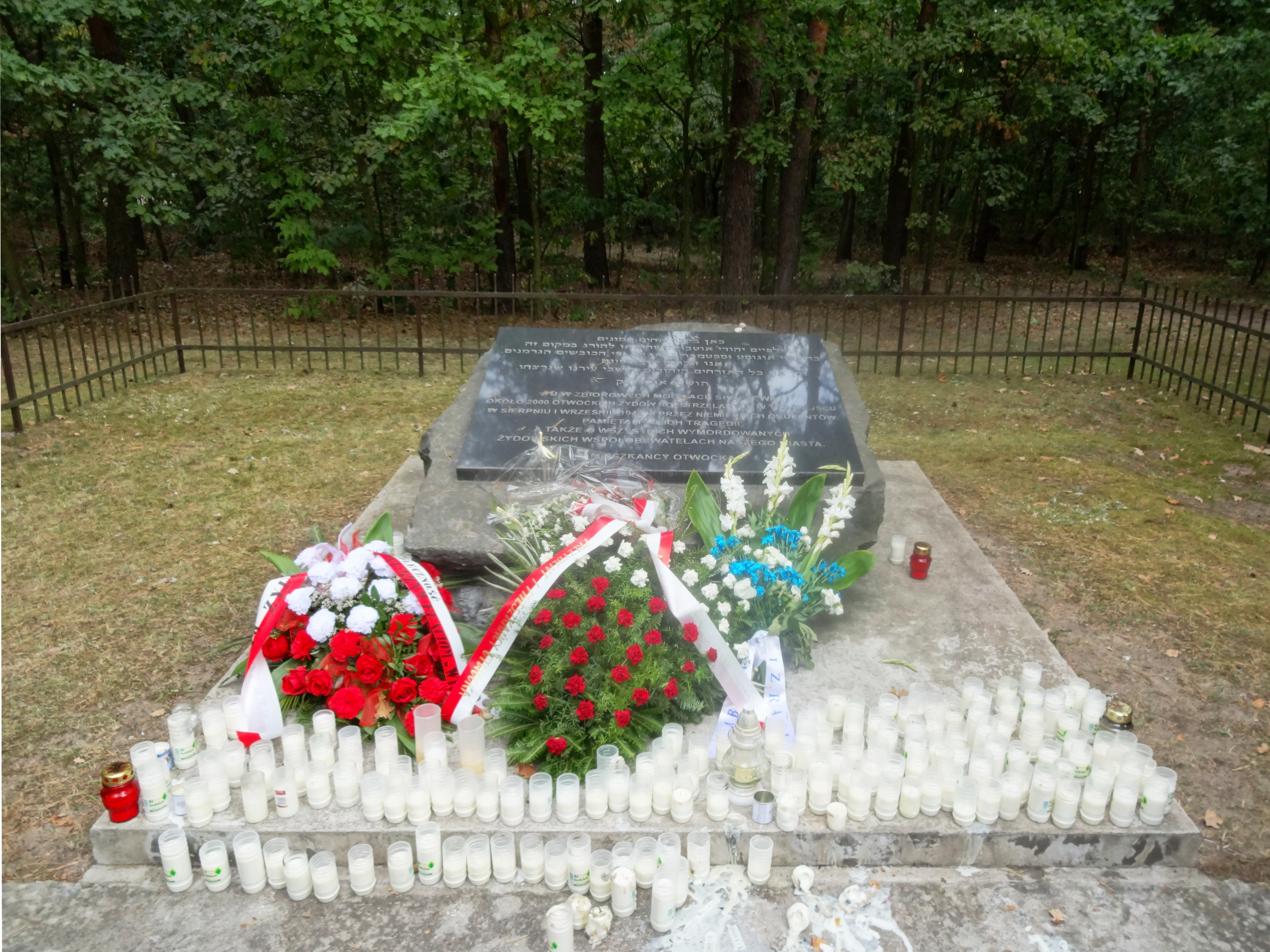
Kamień ku czci otwockich Żydów wymordowanych przez hitlerowców w sierpniu 1942

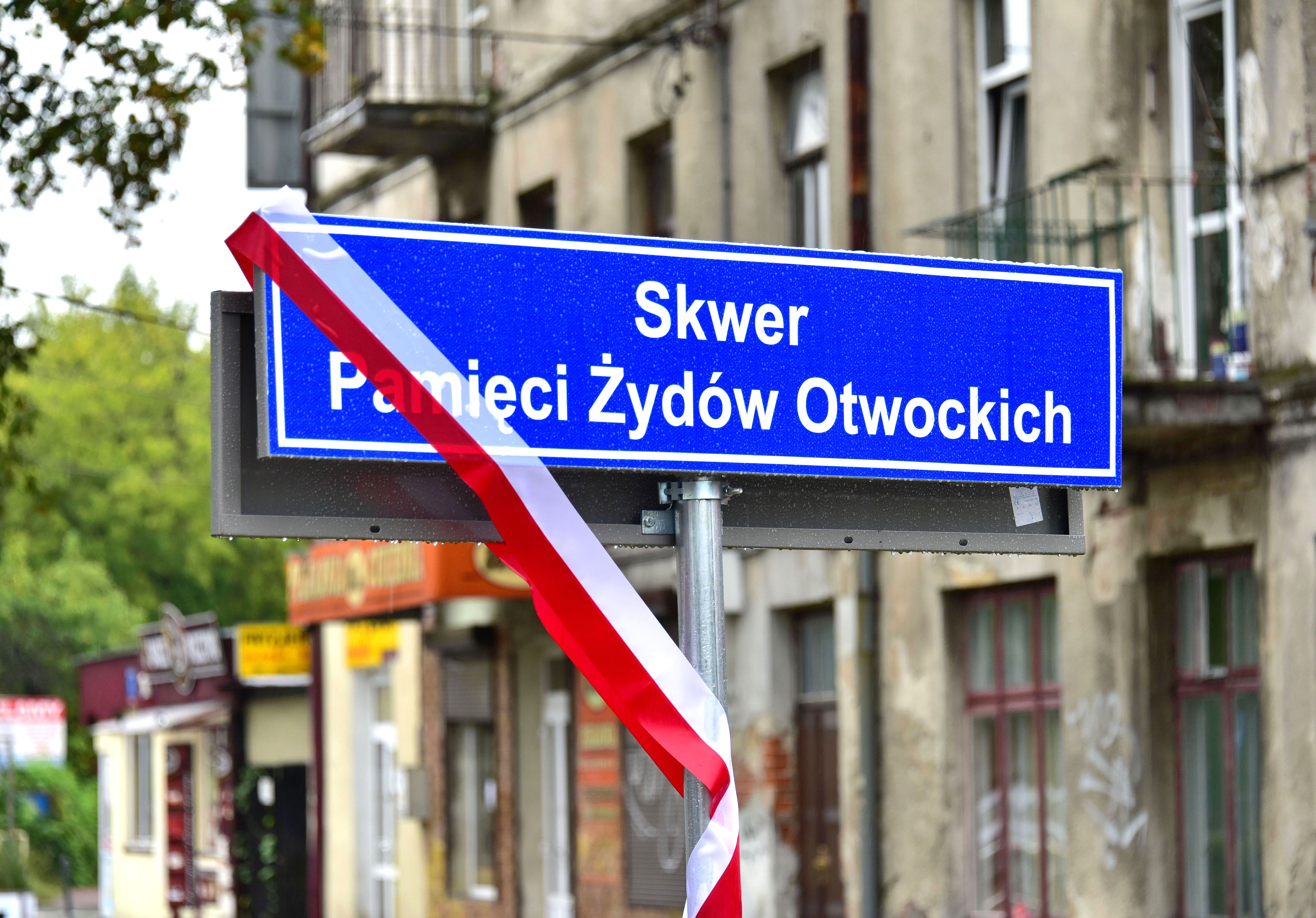
Tablica na skwerze Pamięci Żydów Otwockich

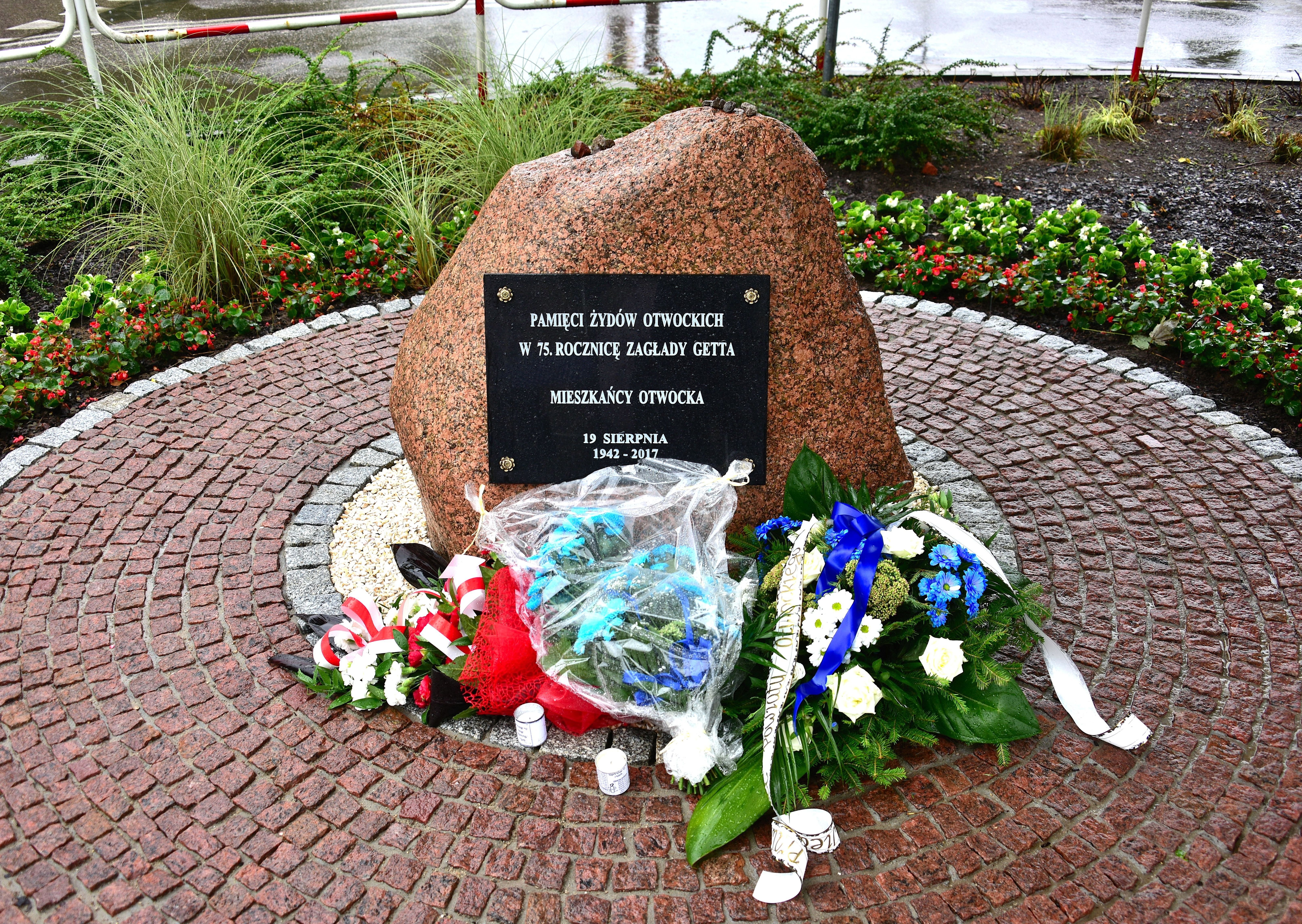
Kamień pamiątkowy na skwerze Pamięci Żydów Otwockich odsłonięty w 75. rocznicę likwidacji getta

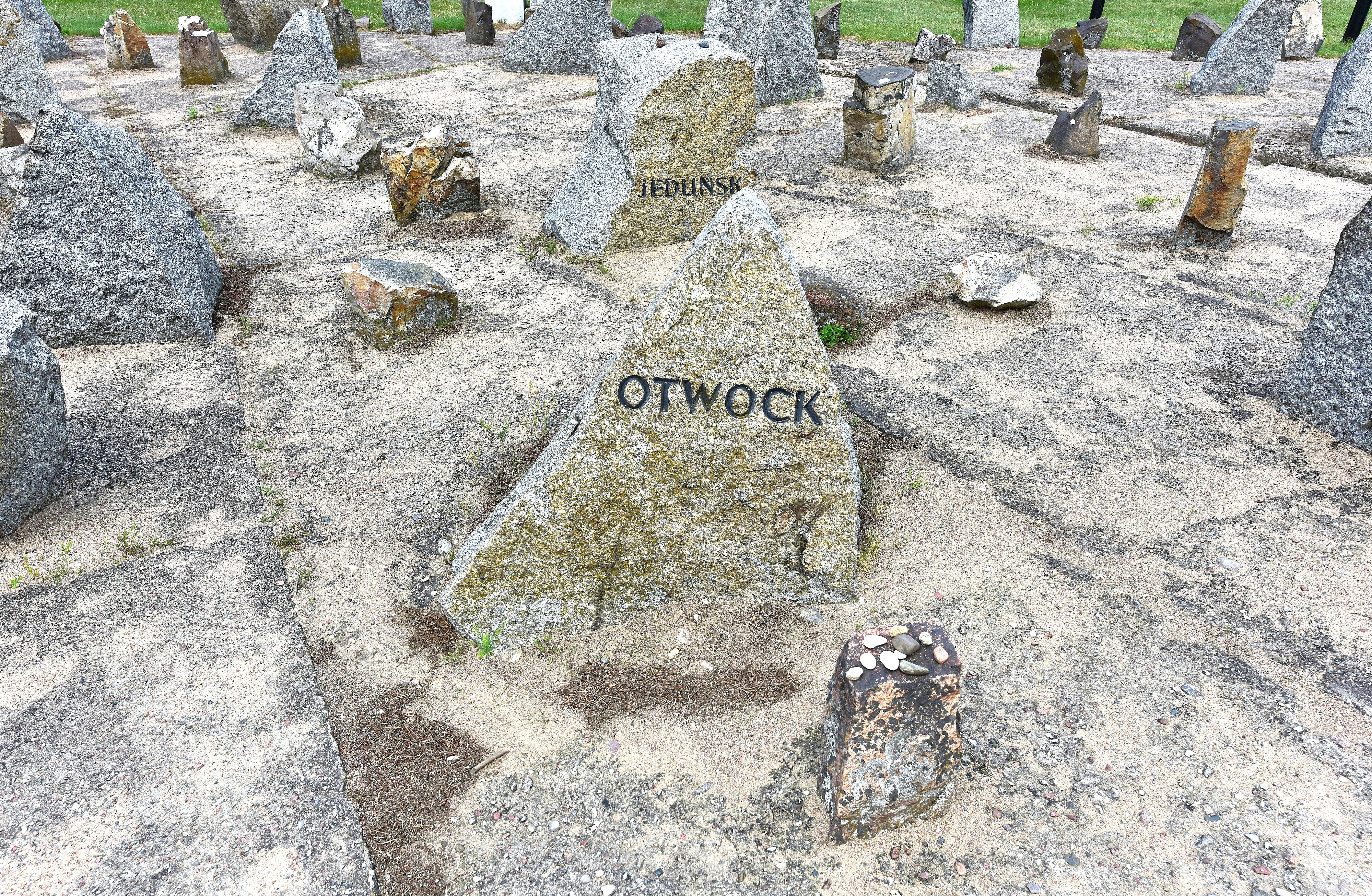
Pomnik Ofiar Obozu Zagłady w Treblince. Kamień upamiętniający Żydów z Otwocka

Getto w Otwocku (jid. ‏אָטוואָצקער געטאָ‎, Otwocker geto) – zamknięta dzielnica utworzona jesienią 1940 r. przez okupanta niemieckiego celem skupienia ludności żydowskiej z Otwocka i okolic.
Było drugim co do wielkości gettem w dystrykcie warszawskim. W ciągu dwóch lat przez getto przeszło ok. 12 tys. Żydów. Teren getta był zamknięty od strony wschodniej torem kolejowym, od południa bazarem. Od północy obszar dzielnicy graniczył z gminą Falenica (miejscowość Świder), zachodni jej kraniec wyznaczał tor kolejki wąskotorowej.
Getto zostało zlikwidowane 19 sierpnia 1942 r. Do obozu zagłady w Treblince wywieziono ok. 7 tysięcy zamieszkujących je Żydów, a kilka tysięcy zamordowano na miejscu.

## Utworzenie getta
Na podstawie zarządzenia starosty (Kreishauptmanna) powiatu warszawskiego z 26 września 1940 nakazano „oczyszczenie od Żydów” części Śródborowa i Soplicowa. Przesiedlenie należało przeprowadzić do 16 października 1940. Getto utworzono obwieszczeniem starosty powiatowego z dnia 4 listopada 1940, na podstawie którego powstały żydowskie dzielnice mieszkaniowe: mieszkaniowa i kuracyjna. Żydzi musieli się do nich przenieść do 1 grudnia 1940.

### Getto mieszkaniowe
Getto mieszkaniowe składało się z dwóch części przedzielonych torami kolejowymi. Na terenie tzw. getta miasteczkowego (po prawej stronie torów licząc od Warszawy) mieściły się: bazar, dwie bożnice, plac targowy oraz sanatorium Marpe. Na terenie getta środkowego mieścił się m.in. posterunek Ghetto Polizei oraz ośrodek Towarzystwa Ochrony Zdrowia Ludności Żydowskiej (TOZ).
Do żydowskiej dzielnicy mieszkaniowej mieli prawo przenieść się wszyscy Żydzi – stali obywatele Otwocka, jak i uchodźcy przybyli do dnia 25 marca 1940 r., a więc ci, którzy przebywali w mieście od 6 miesięcy.

### Getto kuracyjne
Trzecią częścią getta była tzw. żydowska dzielnica kuracyjna, która znajdowała się w granicach kwadratu ulic Świerkowej, Żeromskiego, Klonowej i granic posesji Sanatorium m.st. Warszawy, z wyłączeniem kilku prywatnych posesji.
W granicach getta kuracyjnego znalazły się żydowskie instytucje lecznicze – szpitale i sanatoria, a także pensjonaty, między innymi Sanatorium Żydowskiego Towarzystwa Przeciwgruźliczego „Brijus”, szpital dla umysłowo i nerwowo chorych „Zofiówka” oraz placówki opiekuńczo-wychowawcze towarzystwa „CENTOS”. Fakt ich istnienia spowodował zapewne sam pomysł utworzenia dzielnicy kuracyjnej. Pobyt w niej był możliwy wyłącznie za pisemnym zezwoleniem lekarza miejskiego.

## Przesiedlenie
Do dnia 1 grudnia 1940 r. Żydzi mieli prawo przenieść swój majątek do getta. Polskie przedsiębiorstwa znajdujące się w dzielnicach żydowskich trzeba było zlikwidować do dnia 1 stycznia 1941 r. Za przesiedlenia odpowiedzialność ponosili burmistrz i Judenrat.
W związku z przesiedleniem dochodziło do samowoli, wynajmowanie mieszkań odbywało się bezplanowo, co spowodowało wzrost ich cen. Do nadzoru i sprawnego przeprowadzenia przesiedlenia powołana została przy Zarządzie Miejskim Komisja Specjalna do Spraw Ustalania Granic Żydowskich Dzielnic: Mieszkaniowej i Uzdrowiskowej pod przewodnictwem wiceburmistrza Wacława Czarneckiego.
Poza gettem znalazło się 391 budynków należących do Żydów, około 60 proc. z nich niezamieszkanych, 73 budynki zostały zajęte przez wojsko. Przesiedlenie Żydów do dzielnic mieszkaniowej i kuracyjnej zostało zakończone 30 listopada 1940 r.

## Zakaz wyjścia z getta
Zarządzenia Kreishauptmanna powiatu warszawskiego z 10 i 13 stycznia 1941 r. nakazywały zamknąć żydowską dzielnicę mieszkaniową i kuracyjną. Zamknięto je 15 stycznia. Żydzi mogli opuszczać getto wyłącznie za przepustką. Wychodzenie z getta było dozwolone kolumnom robotników, udającym się do pracy pod osłoną policji. Na ulicach dojazdowych, zamkniętych na koszt Żydów, należało umieścić tablicę z napisem: „Dzielnica żydowska. Niemcom i Polakom wstęp wzbroniony”. Wskutek pojawienia się przypadków zachorowań na tyfus plamisty, 28 maja 1941 r. zamknięto również żydowską dzielnicę mieszkaniową. Nie wolno było jej opuszczać nawet w wyjątkowych sytuacjach. Unieważnione zostały wszystkie przepustki. Wstęp do getta mieli tylko funkcjonariusze policji i personel sanitarny. Za nieuprawnione wejście groziła grzywna do 1000 zł lub kara aresztu do sześciu tygodni. Do Żydów poza gettem należało strzelać.
Dnia 15 października 1941 roku Gubernator generalny Hans Frank wydał w Warszawie rozporządzenie o karze śmierci na Żydów opuszczających tereny getta oraz na Polaków udzielających im pomocy. Było to tzw. trzecie rozporządzenie o ograniczeniach pobytu w Generalnym Gubernatorstwie i odwoływało się do dekretu Hitlera z 12 października 1939 roku. W art. I p.4b karze śmierci podlegali zarówno Żydzi opuszczający teren getta, jak również osoby pomagające uciekinierom oraz ich ukrywające. Śmierci podlegały również osoby zachęcające do takich aktów, a czyn usiłowany, karany był tak samo jak dokonany.

## Życie codzienne
Do czasu zamknięcia dzielnicy żydowskiej jej mieszkańcy utrzymywali handel z Polakami w getcie miasteczkowym. Pogarszająca się sytuacja otwockich Żydów wymusiła powstanie licznych organizacji opiekuńczych. Otwocki Judenrat powołał Wydział Opieki Społecznej, zajmujący się m.in. zapewnieniem pomocy lekarskiej, pomocą prawną, interwencjami u osób prywatnych o wsparcie ubogich, wydawaniem zaświadczeń o zwolnieniu z opłat urzędowych, organizacją zbiórek odzieży. Zadaniem założonego w lipcu 1940 r. Komitetu Opieki Społecznej było skoordynowanie pracy działających na terenie Otwocka instytucji charytatywnych. Przy Komitecie powstał specjalny Komitet Pań, Łódzki Komitet Uchodźców oraz Sekcja Opieki nad Dzieckiem. W celu zgromadzenia środków na prowadzenie działalności organizowano imprezy, loterie fantowe, przedstawienia. Uzyskiwane w ten sposób wpływy przeznaczano na działalność sierocińców i stołówek dla ubogich, prowadzonych m.in. przez towarzystwo CENTOS.
Bogatsi mieszkańcy getta organizowali świąteczne posiłki, na które wstęp był wolny dla wszystkich. Opieką objęto również żydowskich robotników z obozów znajdujących się poza gminą. Zamknięcie dzielnicy żydowskiej znacznie pogorszyło sytuację ludności, która została całkowicie pozbawiona możliwości zarobku. Przeważającą grupę mieszkańców stanowili ludzie chorzy, którzy nie mogli liczyć na pomoc rodziny i byli pozbawieni możliwości pracy. Zdani byli wyłącznie na wsparcie ze strony Rady Żydowskiej.
W skrajnej nędzy znalazła się spora część inteligencji. Codziennie zdarzały się wypadki śmierci głodowej. Choroby i głód nasiliły się pod koniec 1941 r. i zdziesiątkowały ludność otwockiego getta.
W październiku 1939 r. TOZ przywróciło kontakt z otwockim oddziałem. Uruchomiono ambulatoria, gabinety dentystyczne, światłoleczenie. Rozpoczęto akcję dożywiania dzieci.
Lekarze z TOZ przeprowadzali szczepienia ludności przeciw durowi brzusznemu. Ośrodek Zdrowia TOZ był jedyną placówką tego typu w Otwocku. Przy ul. Warszawskiej 11a mieścił się Wydział Zdrowia prowadzony przez towarzystwo. Ośrodkiem kierował dr Maksymilian Augarten. Środki na jego funkcjonowanie pochodziły z datków, opłat od podopiecznych i specjalnego funduszu aptecznego. Utrzymywał on poradnię przeciwgruźliczą, stację opieki nad dziećmi, stację przeciwświerzbową, przeciwweneryczną i ambulatorium ogólne.
Ze względu na przypadki duru plamistego Rada Żydowska musiała przeprowadzić masowe dezynfekcje i dezynsekcje. Wzrost zachorowań na dur plamisty i czerwonkę wymusił utworzenie szpitala zakaźnego. Do lipca 1941 r. nieliczni chorzy leczeni byli w najgorszych w mieście i nadmiernie zagęszczonych mieszkaniach. W lipcu 1941 r. władze niemieckie wyraziły zgodę na stworzenie szpitala, dysponującego 80 miejscami, w budynku sanatorium Marpe. Szpital urządzono prymitywnie i prowizorycznie.
Towarzystwo Ochrony Zdrowia nawiązało także ścisłą współpracę z sanatorium Brijus, którego działalność wspierało finansowo. W listopadzie 1939 r., sanatorium ponownie uruchomiło jeden z pawilonów. Podczas okupacji nazwa ośrodka brzmiała: Tuberkulosenheilstätte für Unbemittelte Lungenkranke Brijus – Kurort Otwock. Był to jedyny żydowski zakład dla chorych na gruźlicę w całym Generalnym Gubernatorstwie. Na podstawie niemieckiego zarządzenia również Zofiówka rozpoczęła na nowo swoją działalność. Po ponownym uruchomieniu stała się jedynym zakładem dla nerwowo i umysłowo chorych Żydów w Generalnym Gubernatorstwie.
Ze wszystkich polskich szpitali pacjenci żydowscy zostali odesłani do Otwocka. Umieszczono tu również biednych, których nie było stać na opłacenie leczenia. Dla poprawienia tragicznej sytuacji finansowej Zofiówki, w pawilonie nr 2 został utworzony dom wypoczynkowy dla bogatych Żydów.
Przyjeżdżali tu kuracjusze z getta warszawskiego i z Radomia, przede wszystkim członkowie Żydowskiej Służby Porządkowej oraz żydowscy agenci gestapo. W grudniu 1941 r., aby zyskać dodatkowe środki na działalność placówki, otworzono kawiarnię Cafe Variette. Centrum kulturalnym otwockiego getta stała się przede wszystkim jego część kuracyjna, w której placówkach leczyło się wielu intelektualistów żydowskich. Pod kierunkiem dyrektora Centosu, Kalmana Lisa utworzono grupę literacką. Powstał Komitet Krzewienia Literatury Żydowskiej, który organizował tzw. wieczory czwartkowe, w czasie których wygłaszano wykłady o historii i literaturze.
Organizowano wieczory recytatorskie, odbyło się szereg koncertów w języku jidysz pod przewodnictwem wychowawcy Centosu. Powstała amatorska trupa aktorów K. Brzeskiego, pacjenta Zofiówki. Dzieci z Ochronki im. Gustawy Kamińskiej oraz z Domu Dziecka przy ul. Górnej 22 przygotowywały przedstawienia ze śpiewami i baletem. W pensjonacie Jechiela-Meira Zolberga działał cheder, gdzie uczono chłopców przedmiotów religijnych.
Starsi Żydzi spotykali się tam wieczorami, by studiować Talmud. Religijna młodzież uczyła się każdego dnia Daf Jomi (program przewidujący, by wszyscy Żydzi na świecie studiujący Talmud zajmowali się każdego dnia tym samym fragmentem). Latem 1940 r. w Otwocku osiadł rabin z Aleksandrowa, Izaak Menachem Mendel Danziger. Zaczął on prowadzić uroczyste posiłki i kierował zebraniami chasydzkimi. Po zburzeniu synagogi przy ul. Kupieckiej, Żydzi zorganizowali zastępczy dom modlitwy w domu Azrila Szulmana. Zamożniejsi Żydzi organizowali uroczyste sedery, na które zapraszano uboższych.
Przez otwockie getto przeszło ok. 12 tys. Żydów. Do likwidacji w sierpniu 1942 z powodu głodu i epidemii tyfusu zmarło w nim ok. 2 tys. osób.

## Likwidacja
19 sierpnia 1942 przeprowadzono akcję likwidacji getta w Otwocku, będącą częścią akcji „Reinhardt”. Na placu przy stacji kolejowej zgromadzono ok. 7 tysięcy Żydów. Do godziny 22 wszystkich załadowano na 50 wagonów, a następnie wywieziono do obozu zagłady w Treblince.
Magdalena Grzebałkowska przytacza w książce 1945. Wojna i pokój cytat z „Biuletynu Informacyjnego” (z 18 września 1942) odnoszący się do szabru pustego getta przez mieszkańców Otwocka, Rembertowa i Miedzeszyna: „w pamiętnym dniu likwidacji getta w Otwocku w parę godzin po tym barbarzyńskim fakcie, w nocy zaraz zjechała furmankami i rozpoczęła grabież pozostałego mienia żydowskiego. Wywożono wszystko, co pod rękę podpadło, wyłamywano drzwi i okna, półki, deski z podłóg, nie mówiąc o meblach, ubraniach i bieliźnie, które pierwsze padły ofiarą rabunku. (...)”.
W części kuracyjnej likwidacja wiązała się z masowymi mordami pensjonariuszy ośrodków Zofiówka oraz Brijus. Zabijano zarówno dorosłych, jak i dzieci. Przez cztery tygodnie po likwidacji na terenie Otwocka miały miejsce masowe egzekucje Żydów, podczas których życie straciło ok. 2 tysięcy osób.

## Upamiętnienie

### Otwock
30 sierpnia 1949 roku burmistrz Otwocka Jan Ślimakowski na plenarnym posiedzeniu Miejskiej Rady Narodowej poinformował zebranych o decyzji postawienia przy ul. Władysława Reymonta pomnika ku czci tutejszych Żydów wymordowanych przez hitlerowców w sierpniu 1942 roku. Napis na kamieniu w języku polskim i hebrajskim: „Miejsce straceń 5000 Żydów, którzy w dn. 19-go VIII 1942 r. zginęli z rąk hitlerowskich ludobójców. Cześć Ich Pamięci”. Napis ten stawał się z czasem coraz mniej czytelny, był również częściowo niezgodny z prawdą historyczną, gdyż zawierał zbyt wysoką liczbę ofiar oraz błędną datę rozstrzeliwań. Żydzi byli tu rozstrzeliwani nie tylko 19 sierpnia, lecz także w ciągu kilku tygodni po tej dacie. Napis ten informował jedynie, że jest to miejsce straceń, podczas gdy jest to także zbiorowa mogiła.
Z inicjatywy Społecznego Komitetu Pamięci Żydów Otwockich i Karczewskich, Rada Ochrony Pamięci Walk i Męczeństwa zadecydowała w 2012 roku, w 70. rocznicę zagłady Żydów otwockich, o zmianie treści napisu na:

Tu w zbiorowych mogiłach spoczywa
około 2000 otwockich Żydów rozstrzelanych w tym miejscu
w sierpniu i wrześniu 1942 r. przez niemieckich okupantów.
Pamiętajmy o ich tragedii,
a także o wszystkich wymordowanych
żydowskich współobywatelach naszego miasta.
Mieszkańcy Otwocka

Społeczny Komitet Pamięci Żydów Otwockich i Karczewskich w porozumieniu z Radą Ochrony Pamięci Walk i Męczeństwa w sierpniu 2012 roku wytyczył teren miejsca pamięci narodowej ułożywszy głazy narzutowe. Na kamieniu umieszczono nową tablicę ze zmienionym napisem.
Od 2000 roku co roku 19 sierpnia odbywają się obchody rocznicy likwidacji getta i otwockiej społeczności żydowskiej. Społeczny Komitet Pamięci Żydów Otwockich i Karczewskich oraz Towarzystwo Przyjaciół Otwocka pod Honorowym Patronatem Prezydenta Otwocka organizują Marsz Pamięci i Modlitwy od bocznicy kolejowej do Kamienia Pamięci. Przy Kamieniu odbywa się wspólne recytowanie psalmów, odmawianie modlitwy, słuchanie wspomnień.
Groby zamordowanych Żydów znajdują się w lesie na tyłach upamiętnienia.
W lipcu 2016 terenowi położonemu pomiędzy ul. Michała Andriollego i ul. Świderską nadano nazwę skwer Pamięci Żydów Otwockich. W sierpniu 2017, podczas obchodów 75. rocznicy likwidacji gett w Otwocku i Falenicy, na skwerze odsłonięto kamień pamiątkowy.

### Treblinka
Zamordowani otwoccy Żydzi zostali upamiętnieni jednym z kamieni z nazwą miasta, stanowiącym element pomnika Ofiar Obozu Zagłady w Treblince.

## Literatura
Opis funkcjonowania i likwidacji otwockiego getta przedstawił w swojej książce Spowiedź funkcjonariusz Żydowskiej Służby Porządkowej Calek Perechodnik. Jest ona jednocześnie ważnym świadectwem zbrodni niemieckich podczas Holokaustu oraz trudnych relacji polsko-żydowskich w czasie II wojny światowej.
Holokaust Żydów otwockich stanowi kanwę powieści Uszwock autorstwa Przemysława Lis-Markiewicza.